# Massilia rubra
Massilia rubra es una bacteria gramnegativa del género Massilia. Fue descrita en el año 2020, aunque inicialmente se aisló en el 2009. Su etimología hace referencia a color rojo. Es aerobia y móvil por flagelo polar. Tiene un tamaño de 0,8-1,2 μm de ancho por 3-3,9 μm de largo. Forma colonias circulares, convexas, lisas, brillantes, con márgenes enteros y de color rosa-rojo en agar R2A tras 3 días de incubación. Temperatura de crecimiento entre 1-25 °C, óptima de 15 °C. No crece en agar TSA, BHI, NA ni MacConkey. Catalasa positiva y oxidasa negativa. Es sensible a ciprofloxacino, gentamicina, imipenem, kanamicina, cotrimoxazol, polimixina, estreptomicina y tetraciclina. Resistente a aztreonam, ceftazidima y cefalotina. Tiene un genoma de 7,5 Mpb y un contenido de G+C de 63,81%. Se ha aislado de biofilms de rocas en la isla James Ross, en la Antártida. 